# Мнушкина, Ариана
Ариана Мнушкина (фр. Ariane Mnouchkine; род. 3 марта 1939, Булонь-сюр-Сен) — французский режиссёр театра и кино, драматург и сценарист.

## Биография и творчество
Дочь французского кинопродюсера еврейского происхождения Александра Мнушкина и британской актрисы Джейн Ханнен. Внучка актёра Николаса Ханнена (англ.), племянница актрисы Хермион Ханнен (англ.). Училась психологии в Великобритании, продолжила обучение в Сорбонне. В 1959 году создала Театральную ассоциацию парижских студентов (l’Association théâtrale des étudiants de Paris), где поставила спектакль «Чингиз-хан» по пьесе Анри Бошо.
Созданный ею в 1964 году «Театр дю Солей» возрождает дух старинного ярмарочного, народного представления. Театр был создан на кооперативных началах: десять парижских студентов образовали «кооперативное, рабочее, производственное общество», в которое каждый внёс 900 франков. Как рассказывали в одном из интервью Ариана Мнушкина и Жан-Клод Пеншена (актёр и администратор театра), они назвали свой театр «Театр Солнца» («Театр дю Солей») в честь своих любимых кинематографистов, чьи фильмы полны света, щедрости и радости жизни, таких как Макс Офюльс, Жан Ренуар, Джордж Кьюкор. Первым спектаклем «Театр дю Солей» стал «Мещане» М. Горького, показанный в ноябре 1964 года. Последующие постановки: «1789» (1970), «1793» (1972), посвященные Французской революции, «Золотой век» (1975), «Индиана» (1987) — авторство пьес — коллективное; поставила также Эсхила, Еврипида, Шекспира, телеспектакль «Чудотворная ночь» (1990, по пьесе Элен Сиксу) и несколько фильмов.
По её словам: «мой театр должен быть и политическим, и историческим, и „священным“. И мифологическим, и современным. Только пропорция между этими гранями театра меняется от спектакля к спектаклю».

## Кинематограф
Соавтор сценария приключенческого фильма «Человек из Рио» (реж. Филипп де Брока, 1964), также сняла несколько кинофильмов: «1789» (1974), «Мольер» (1978).

## Признание
- 1967 — Prix du Brigadier[фр.]
- 1987 — Премия Европа – театру (первый лауреат)
- 1995 — Медаль Кайнца[нем.] (Австрия)
- 2000 — Prix SACD[фр.]
- 2000 — премия Мольера[англ.]
- 2005 — премия Гёте Ганзейского союза[англ.] (Германия)
- 2005 — медаль Пикассо (ЮНЕСКО)
- 2009 — Международная премия Ибсена (Норвегия)
- 2010 — премия Мольера[англ.]
- 2010 — премия Союза театральных критиков[фр.] Франции
- 2011 — Медаль Гёте
- 2011 — Международная Премия Станиславского[7]
- 2017 — Премия Гёте
- 2018 — премия Мольера[англ.]
- 2019 — Премия Киото